# شوهر (فیلم ۱۹۹۴)
شوهر (به هندی: Suhaag) فیلمی محصول سال ۱۹۹۴ و به کارگردانی کوکو کوهلی است. در این فیلم بازیگرانی همچون آکشی کومار، اجی دیوگن، ناگما، کاریسما کاپور، آریونا ایرانی، دالیپ تاهیل، تیکو تالسانیا، سورش اوبروی ایفای نقش کرده‌اند.